# Naveen Jindal
Naveen Jindal (Hisar, 9 de março de 1970) é um Membro do Parlamento da Índia desde 2004, representando o círculo Kurukshetra eleitoral no Estado de Haryana. Ele é um membro do Partido do Congresso.
Naveen Jidal ergueu a bandeira da Índia publicamente, o que era proibido na Índia até o momento. Este foi processado, mas ganhou o caso, dizendo que com o devido respeito, era seu direito como cidadão da Índia erguer a bandeira de seu próprio país.